# Селісія чорна
Селісія чорна (Selysiothemis nigra) — вид бабок родини справжніх бабок (Libellulidae).

## Поширення
Вид поширений в Південній та Середній Азії, на Близькому Сході, в Південній Європі та Північній Африці. В Україні залітні особини спостерігаються в південних регіонах, починаючи з 2002 року.